# 대전 구완동 청자 가마터
대전 구완동 청자 가마터(大田 舊完洞 靑磁 窯址)는 대전광역시 중구에 있는 고려시대의 가마터이다. 1997년 11월 7일 대전광역시의 기념물 제34호로 지정되었다.

## 개요
구완동 어청골 마을의 서쪽에 있는 야산의 동쪽 경사면에 가마가 있다. 가마는 경사면의 중앙에 기와가마가 있고 그 좌우로 1기씩의 청자가마가 있다.

## 1호 청자가마
1호 청자가마는 기와가마의 북쪽에 있다. 일반적인 가마축조법은 기반토를 약간 깎아내고 바닥에 모래를 깔아 굽도록 설계한 반 지하식 구조인데, 이곳은 가마가 위치할 기반토의 좌우를 깊이 깎아 내고, 그 위에 가마를 만들어 가마 전체가 지상으로 나오도록 한 것이 특징이다. 유구의 상태는 천장부가 모두 무너졌으나 가마벽의 바닥부분이 약간 남아 있으며, 구조는 비교적 잘 남아있다. 연도 가까운 부분에는 초벌구이조각, 그 아랫부분에서는 재벌구이 조각이 주로 발견되었다.

## 2호 청자가마
2호 청자가마는 기와가마의 남쪽에 있으며, 구조는 1호 청자가마와 같다. 출토유물은 주로 대접과 접시류가 발견되고 그 밖에는 확인되지 않았다. 대체로 유약과 태토의 상태로 볼 때 1호 청자가마의 출토품보다 저급품이다.

## 같이 보기
- 고려청자

## 참고 자료
- 대전 구완동 청자 가마터 - 국가유산청 국가유산포털